# Aéroport d'Annecy Haute-Savoie Mont-Blanc
L'aéroport Annecy Haute-Savoie Mont-Blanc est l'aéroport qui dessert l'agglomération d'Annecy. Situé sur le territoire des communes d'Épagny-Metz-Tessy et d'Annecy, plus précisément sur la commune déléguée de Meythet, dans le département de la Haute-Savoie.
Il est plus communément appelé « Aéroport d'Annecy - Meythet ».

## Histoire

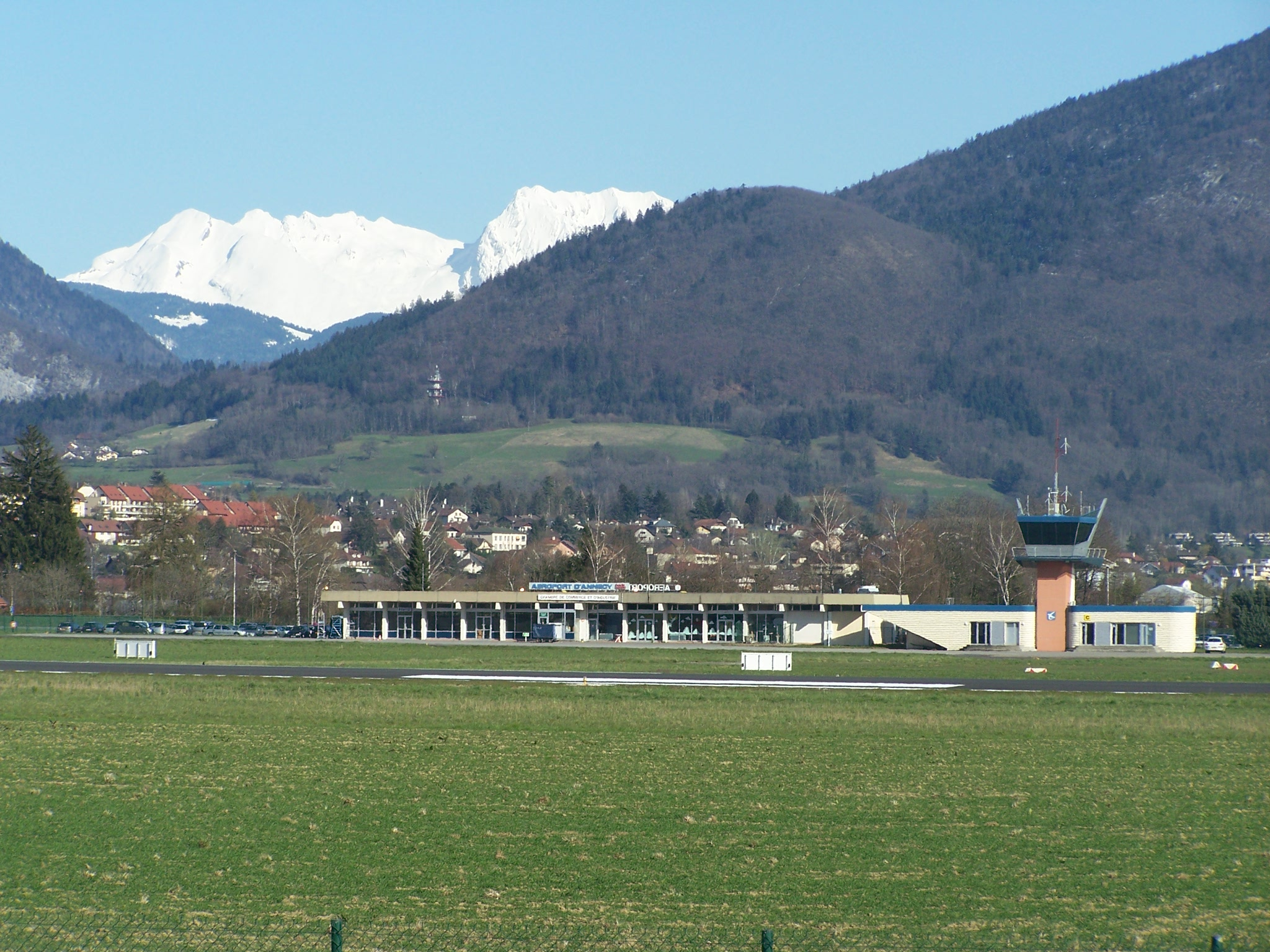
Vue panoramique de l'aéroport.

L'aéroclub de la Haute-Savoie a été créé en novembre 1930.
En février 1938, l'État devient propriétaire des terrains de Meythet.
Les Américains commencent à construire l'aéroport en janvier 1946.
En janvier 1964, l'aviation civile s'implante sur l'aéroport et devient un aéroport civil.
La tour de contrôle et la piste en dur de 1 260 x 30 sont construites en janvier 1972.
Air Alpes ouvre une ligne Annecy - Paris en janvier 1973 en Beechcraft 99. Cette ligne perdura jusqu'en juillet 2013 avec diverses compagnies.
Jusqu'en 1989, TAT desservait Annecy en direct, soit en Embraer 120 ou Fokker 28.
Dans les années 1990, la ligne stoppait à Chambéry et un acheminement des passagers par bus (trajet 50 min) se faisait vers l'aéroport d'Annecy sauf pendant les Jeux Olympiques de 1992, où l'avion atterrissait directement à Annecy 4 fois par jour du 5 au 26 février.
Air Liberté poursuivait la ligne, reprise à sa disparition par la compagnie Airlinair en ATR 42.
Enfin, c'est la compagnie Chalair Aviation qui reprenait la ligne en décembre 2011, en y exploitant un Beechcraft 1900 de 19 places,.
En 2011, 70% de la clientèle est d'affaires et 4 000 passagers transitent par Annecy par mois.
Fin 2013, verra la fin de la ligne régulière Annecy - Paris, la fréquentation passant de 56 850 passagers en 2008, 11 407 en 2012 et sur les cinq premiers mois de 2013, seulement 1 708 clients.

## Propriétaire et financement

Ancien logotype de l'aéroport d'Annecy Mont-Blanc.

Depuis janvier 2007, l'aéroport d'Annecy Mont-Blanc est la propriété du conseil départemental de la Haute-Savoie. La communauté de l'agglomération d'Annecy participe au financement de cette structure à hauteur de 120 000 € en 2006.
La Chambre de commerce et d'industrie de la Haute-Savoie est exploitant avant d'être remplacée par le groupe SNC LAVALIN à compter du 28 décembre 2012,. Il est ensuite exploité par Edeis, qui avait repris en 2016 les actifs en France de SNC-Lavalin.
Vinci Airports est le gestionnaire depuis le 1er janvier 2022.

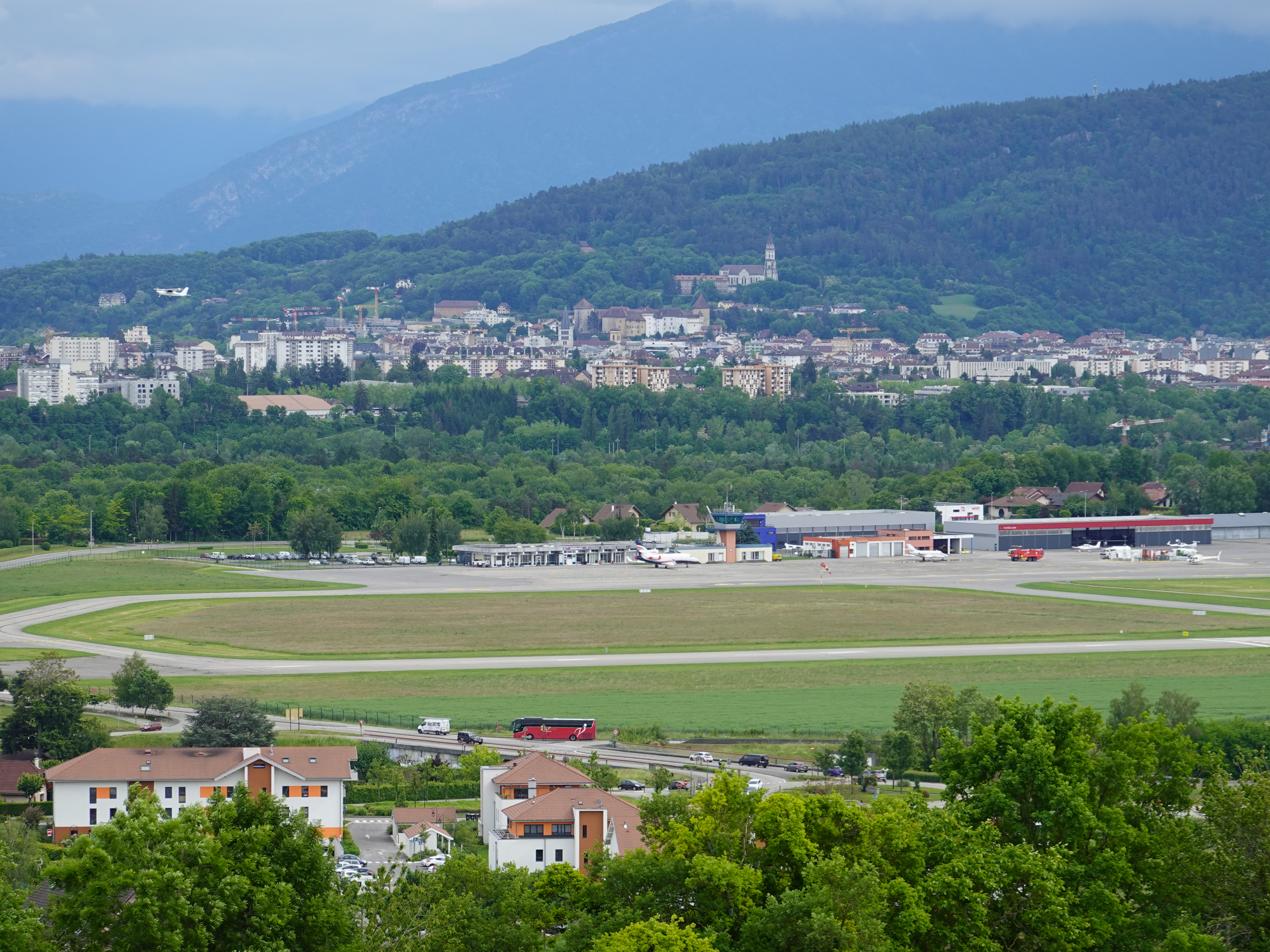
Vue sur l'aéroport du belvédère des Crêts en 2020.

## Statistiques
- En 2007, 64 428 passagers ont utilisé les services de cet aéroport, dont la principale ligne est une desserte depuis et vers l'aéroport d'Orly. Plus de la moitié des passagers était des cadres d'entreprises. 4 177 passagers ont été enregistrés en 2015 contre 82 003 passagers en 1998[11].
- En 2023, 41 636 mouvements d'avions ont été enregistrés contre 17 126 en 2013[11].
- Il n'y a plus de ligne régulière.
- Depuis 2013, l'activité de l'aéroport est surtout tournée vers l'aviation d'affaire[12],[13].
- De nombreux vols sanitaires sont effectués toute l'année ainsi que le transport de médicaments à destination de l'hôpital d'Annecy.
- L'aviation de loisirs est très présente sur l'aéroport d'Annecy, avec la découverte des différents lacs et montagnes de la région.
- Une société de Maintenance Hélicoptère est également présente sur le site[14].

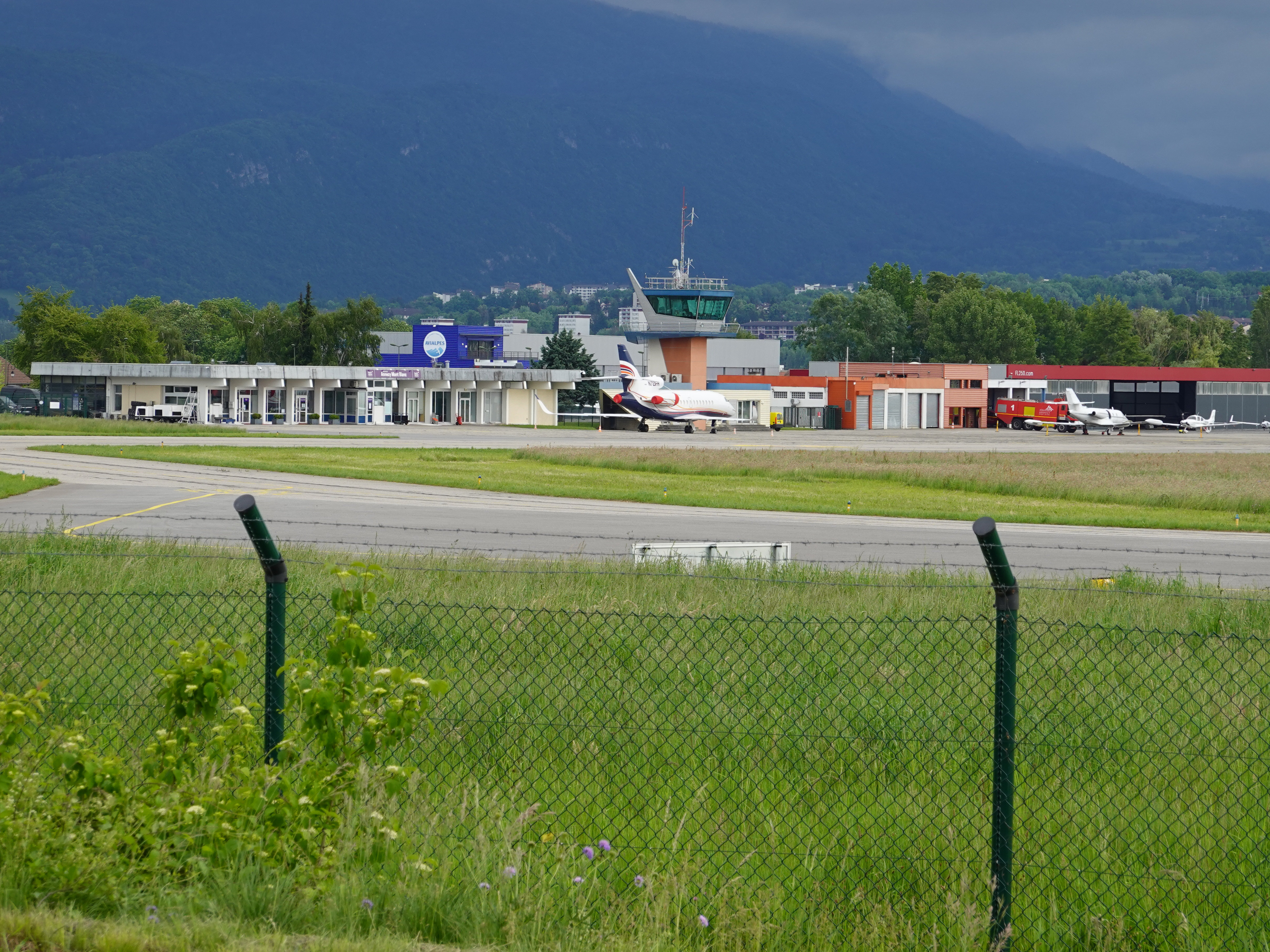
Aérogare d'Annecy Épagny-Metz-Tessy en 2020.

## Données techniques
- Aéroport civil
- Ouvert à la CAP
- Ouvert au trafic international
- IFR
- Classement de l'aéroport : catégorie C
- Le Service SSLIA est ouvert tous les jours de 8h00 à 19h00 en niveau 5 et de 7h00 à 8h00 ainsi que de 19h00 à 20h00 en niveau 2.

## Infrastructures aéroportuaires
- Nombre de pistes : 2

### Piste 1
- Dimension : 1598 x 30 m
- Orientation : 04/22
- Nature du revêtement : bitume
- Balisage lumineux : BI - PAPI- Feux à éclats

### Piste 2
- Dimension : 845 x 60 m
- Orientation : 04/22
- Nature du revêtement : herbe

### Autres informations techniques
- Surface de stationnement avion : 20 000 m2
- Nombre de terminaux : 1
- Surface aérogare : 800 m2 avec un salon équipage et un salon VIP destiné à l'accueil des passagers.
- Capacité annuelle de traitement : 80 000

### Services de l'État
- Service de la circulation aérienne
- Base hélicoptère de la Sécurité Civile

### Services disponibles
- L'aéroport possède une Tour de Contrôle ouverte 7j/7 de 9h00 à 19h00 et une Aérogare qui est ouverte tous les jours de 8h00 à 19h00 et jusqu'à 20h00 sur demande.
- L'avitaillement est assuré en JET A1 et AVGAS 100LL, vous avez la possibilité de contacter directement ce Service au +33 4 50 27 22 50.
- Une brasserie est présente sur le site.